# (6856) Bethemmons
(6856) Bethemmons (1989 EM) – planetoida z grupy pasa głównego asteroid okrążająca Słońce w ciągu 3,66 lat w średniej odległości 2,37 j.a. Odkryta 5 marca 1989 roku.